# Гуапи (аэропорт)
Аэропорт имени Хуана Касиано (исп. Aeropuerto Juan Casiano), (ИАТА: GPI, ИКАО: SKGP) — коммерческий аэропорт, расположенный в городе Гуапи (департамент Каука, Колумбия).
Регулярные перевозки в аэропорту осуществляет государственная авиакомпания SATENA, другая компания EasyFly выполняет чартерные рейсы.

## Авиакомпании и пункты назначения
- SATENA
  - Кали / международный аэропорт имени Альфонсо Бонилья Арагона — в код-шеринге с авиакомпанией Avianca

### Чартерные
- EasyFly
  - Богота / международный аэропорт Эль-Дорадо

- Aexpa
  - Кали / международный аэропорт имени Альфонсо Бонилья Арагона

- Transporte Aéreo de Colombia
  - Кали / международный аэропорт имени Альфонсо Бонилья Арагона
  - Попаян / аэропорт имени Гильермо Леона Валенсии

## Принимаемые самолёты
- SATENA
  - ATR 42-500

- EasyFly
  - BAe Jetstream 41

## Прекращённые маршруты
- ACES Colombia
  - Богота / международный аэропорт Эль-Дорадо
  - Кали / международный аэропорт имени Альфонсо Бонилья Арагона

- SAM Colombia
  - Кали / международный аэропорт имени Альфонсо Бонилья Арагона

- SATENA
  - Попаян / аэропорт имени Гильермо Леона Валенсии